# Libor Ambrozek
Libor Ambrozek (* 2. srpna 1966 Hodonín) je předseda Českého svazu ochránců přírody a bývalý český politik, v 90. letech a první dekádě 21. století poslanec Poslanecké sněmovny za KDU-ČSL a v letech 2002-2006 ministr životního prostředí.

## Biografie
Vystudoval botaniku na Přírodovědecké fakultě Univerzity Karlovy. Poté pracoval jako přírodovědec Masarykova muzea v Hodoníně a jako referent odboru životního prostředí Okresního úřadu v Hodoníně.
Ve volbách v roce 1996 byl zvolen za KDU-ČSL do poslanecké sněmovny (volební obvod Jihomoravský kraj). Mandát obhájil ve volbách v roce 1998, volbách v roce 2002 a volbách v roce 2006. V letech 1996-2002 byl členem výboru pro veřejnou správu, regionální rozvoj a životní prostředí a v letech 1996-1998 i výboru zemědělského. V období let 2006-2010 působil jako předseda výboru pro životní prostředí.
Zastával i vládní funkci. V letech 2002 až 2006 byl ministrem životního prostředí. Sjezd KDU-ČSL v listopadu 2003 ho zvolil místopředsedou strany.
3. října 2006 nepodpořil jako jeden ze tří poslanců KDU-ČSL vládu Mirka Topolánka, následně připustil svoji možnou podporu budoucí vládě Jiřího Paroubka, pokud by tuto podporu vyjádřila celá strana. V říjnu 2008 byl zvolen členem Zastupitelstva Jihomoravského kraje, tuto funkci vykonával do října 2012. V srpnu 2010 usiloval o post náměstka hejtmana Jihomoravského kraje; po zjištění médií, že poslanecké náhrady použil na výstavbu rodinného domu, svoji kandidaturu vzdal.
V letech 2000-2002 (odstoupil v souvislosti se jmenováním ministrem životního prostředí) a znovu od roku 2006 je předsedou Českého svazu ochránců přírody (ČSOP).

### Aféry
2. listopadu 2004 urazil Ambrozek členy hospodářského výboru sněmovny. Některým šéfům velkých průmyslových podniků v České republice totiž napsal textovou zprávu ve znění: „Probíhá zákon o emisích. Poslanci hospodářského výboru se chovají jako čuráci. Je to horší než válečný stav. V podrobné rozpravě budou navrhovat celé seznamy pozměňováků, které převádějí veškeré kompetence na MPO (ministerstvo průmyslu a obchodu), Hojdar, Teplík, Schling, Petr, nepochybně všechno připraveno MPO nebo vámi. Seru na to, nenavrhnu zkrácení, zákon nebude ve Sbírce a po novém roce máte smůlu. Alokační plán v Bruselu zakážu Chmelíkovi obhajovat.“. To si nenechal líbit Josef Hojdar, předseda hospodářského výboru, který po premiérovi, kterým byl v tu dobu Stanislav Gross, požadoval Ambrozkovo odvolání.